# Protestas en Split de 1991
Las protestas en Split de 1991 fueron una protesta callejera contra el Ejército Popular Yugoslavo (Jugoslovenska Narodna Armija - JNA) celebrada en Split, Croacia, el 6 de mayo de 1991. La protesta fue organizada por la Asociación de Sindicatos Croatas en el Astillero Brodosplit y a ella se unieron trabajadores de otras empresas de la ciudad y otros residentes de Split después de que la radio emitiera llamamientos de ayuda mientras los manifestantes marchaban por las calles. Al final, la protesta atrajo a 100.000 partidarios.
La marcha terminó en un piquete frente al edificio de Banovina, donde la JNA tenía su sede en Split en ese momento. Los manifestantes exigieron el fin del bloqueo impuesto por la JNA al pueblo de Kijevo. Se produjeron escaramuzas frente al edificio, y un soldado de la JNA fue asesinado por un disparo que, según se informó, salió de la multitud. Cuatro organizadores de la protesta fueron arrestados un mes después por la JNA, juzgados en un tribunal militar y condenados. Fueron liberados meses después en un intercambio de prisioneros. La protesta hizo que la JNA retirara una parte del equipo militar que antes estaba en Split a lugares más seguros y aumentara su preparación para el combate en la misma ciudad. El bloqueo de Kijevo se levantó a través de negociaciones días después de la protesta.

## Antecedentes
En 1990, tras la derrota electoral del gobierno de la República Socialista de Croacia, las tensiones étnicas empeoraron. El Ejército Popular Yugoslavo (Jugoslovenska Narodna Armija - JNA) confiscó entonces las armas de la Defensa Territorial de Croacia (Teritorijalna obrana) para reducir al mínimo la resistencia. El 17 de agosto, las tensiones se intensificaron hasta convertirse en una revuelta abierta de los serbios de Croacia, centrada en las zonas predominantemente pobladas por serbios del interior de Dalmacia en torno a Knin, partes de Lika, Kordun, Banovina y el este de Croacia. Después de dos intentos infructuosos de Serbia, apoyada por Montenegro y las provincias serbias de Vojvodina y Kosovo para obtener la aprobación de la Presidencia yugoslava para desplegar la AJN para desarmar a las fuerzas de seguridad croatas en enero de 1991, y una escaramuza incruenta entre los insurgentes serbios y la policía especial croata en marzo, la propia AJN, apoyada por Serbia y sus aliados, pidió a la Presidencia federal que le concediera poderes de guerra y declarara el estado de emergencia. La petición fue denegada el 15 de marzo, y la JNA quedó bajo el control del presidente serbio Slobodan Milošević. Milošević, prefiriendo una campaña para expandir Serbia en lugar de la preservación de Yugoslavia, amenazó públicamente con reemplazar a la JNA con un ejército serbio y declaró que ya no reconocía la autoridad de la Presidencia federal. La amenaza hizo que la JNA abandonara gradualmente los planes de preservar Yugoslavia en favor de la expansión de Serbia. A finales de mes, el conflicto se había intensificado hasta sus primeras muertes. La JNA intervino del lado de los insurgentes, e impidió que la policía croata tomara medidas. A principios de abril, los líderes de la revuelta serbia en Croacia declararon su intención de integrar la zona bajo su control, considerada por el Gobierno de Croacia como una región secesionista, con Serbia.
A principios de 1991, Croacia no tenía un ejército regular. En un esfuerzo por reforzar sus defensas, duplicó el personal de la policía a unos 20.000 agentes. La parte más efectiva de la fuerza fue la policía especial de 3.000 efectivos. La visión croata del papel de la JNA en la revuelta serbia evolucionó gradualmente desde enero de 1991. El plan inicial del Presidente croata Franjo Tuđman era conseguir el apoyo de la Comunidad Europea (CE) y los Estados Unidos para Croacia, y no tuvo en cuenta el consejo de incautar los cuarteles e instalaciones de almacenamiento de la JNA en el país. La postura de Tuđman estaba motivada por su creencia de que Croacia no podía ganar una guerra contra la JNA.

## Protesta
La causa inmediata de un enfrentamiento con la JNA en Split fue un bloqueo de la localidad de Kijevo, donde las autoridades croatas habían establecido una nueva comisaría de policía, impuesto el 29 de abril. La localidad estaba bloqueada por la JNA, comandada por el coronel Ratko Mladić, y por las fuerzas insurgentes serbias, cortando el acceso e impidiendo la entrega de suministros. Tuđman pidió públicamente ayuda a todos los croatas para que se pusiera fin al asedio.
La protesta tuvo lugar el 6 de mayo de 1991 en Split, organizada por la Asociación de Sindicatos Croatas en el astillero Brodosplit, en respuesta a la declaración anterior de Tuđman. La protesta comenzó con 10.000 trabajadores de los astilleros, pero finalmente atrajo a aproximadamente 100.000 personas, del astillero y otras fábricas de Split a una marcha de protesta a través de la ciudad, portando banderas croatas. La marcha de protesta creció en número a medida que más ciudadanos se unían a ella, siguiendo los mensajes de radio que pedían apoyo. Para impedir que la Armada yugoslava interviniera utilizando buques equipados con cañones de agua, se utilizaron buques de la empresa de fletes Jadrolinija para obstruir el acceso al puerto. Los manifestantes formaron piquetes alrededor del edificio de Banovina, que albergaba los centros de mando del Distrito Militar-Marítimo de la JNA y de la Marina yugoslava en ese momento. Los manifestantes exigieron que se levantara el bloqueo de Kijevo, que se retiraran los vehículos blindados de transporte de tropas estacionados frente al edificio de Banovina y que se izara una bandera croata en el propio edificio.
Durante la protesta, la multitud asaltó un vehículo blindado de transporte de personal de la JNA y consiguió quitar una ametralladora montada en el vehículo, mientras que uno de los manifestantes, Ivica Balić, izó una bandera croata en el edificio para que la multitud cantara el himno croata. En una refriega que estalló frente al edificio, Saško Gešovski, un recluta de la JNA de Macedonia, fue asesinado por un disparo salido de la multitud. Al final de la tarde, la multitud retiró la bandera yugoslava del edificio, se alejó y se dispersó.

## Consecuencias
Además de Gesovski, no hubo víctimas mortales, pero varios soldados de la JNA resultaron heridos. La muerte de Gersovski provocó manifestaciones en la capital macedonia, Skopje, en junio. Los manifestantes acusaron a Tuđman de ser responsable del asesinato. El Gobierno croata se negó a expresar su pesar por el asesinato de Gersovski, y los medios de comunicación serbios señalaron la muerte del joven macedonio como prueba de que el gobierno de Tuđman había revivido el Ustacha fascista, que controlaba Croacia durante la Segunda Guerra Mundial.
El entonces alcalde de Split Onesin Cvitan afirmó que a Gešovski le dispararon desde el edificio de Banovina. Sin embargo, la Oficina del Fiscal del Estado de Croacia lo contradijo, afirmando que Geosovski fue asesinado por alguien de la multitud que formaba piquetes frente al edificio. Se inició una investigación, pero el caso fue abandonado por falta de pruebas. El ser [17]vicio de seguridad de la JNA de Split, dirigido por el coronel Ljubiša Beara, identificó a Mato Sabljić, Ivan Begonja, Roland Zvonarić y Branko Glavinović como organizadores de la protesta en el lugar donde se produjo el asesinato y los detuvo el 5 de junio. Fueron juzgados por un tribunal militar en Sarajevo el 19 de agosto, declarados culpables y condenados a entre un año y medio y ocho años de prisión. El grupo estuvo encarcelado en Foča hasta el 25 de noviembre, cuando fueron intercambiados por prisioneros de guerra de la JNA. La protesta se conmemora anualmente en Split y en 2011 se publicó una monografía sobre el evento.
A raíz de la protesta, la JNA aumentó la preparación para el combate de su guarnición en Split y en otros lugares de Dalmacia y retiró una parte de la artillería y del personal de Split a sus bases situadas lejos de la costa. Además, el Distrito Militar-Marítimo de la JNA ordenó a sus guarniciones que almacenaran agua potable y prepararan generadores de energía para su uso en caso de que se cortara el suministro de electricidad. La JNA fue evacuada de Split el 4 de enero de 1992, en virtud de los acuerdos que pusieron fin a la Batalla de los Cuarteles.
El asedio de Kijevo se levantó días después de la protesta a través de negociaciones y dos semanas después de que la JNA bloqueara el pueblo. Sin embargo, el acuerdo resultó efímero ya que las unidades de la JNA, de nuevo lideradas por Mladić, atacaron Kijevo y destruyeron una parte sustancial de la aldea. El ataque comenzó cuando las fuerzas croatas se negaron a rendirse al líder serbio croata Milan Martić. Fue uno de los primeros casos en que la JNA se puso abiertamente del lado de los serbios insurgentes en la rápida escalada de la Guerra de Independencia croata.